# ヤコヴレフカ (沿海地方)
ヤコヴレフカ（ロシア語: Яковлевка）はロシア連邦東部の沿海地方にあり、ヤコヴレフカ地区の中心に位置する村。人口は4,480人（2010年全ロシア国勢調査）。